# Estación de León-Matallana
León-Matallana, conocida también como estación de Padre Isla, es una estación de ferrocarril situada en la ciudad española de León, en la provincia homónima. Fue construida en 1923 y ha estado en activo desde dicho año hasta 1983, año en que se cerró para volver a ser recuperada en 1993, prestando servicio de forma ininterrumpida desde entonces. El 19 de septiembre de 2011 circuló el último tren debido a las obras de integración tranviaria, siendo sustituido por un servicio de autobuses.

## Historia

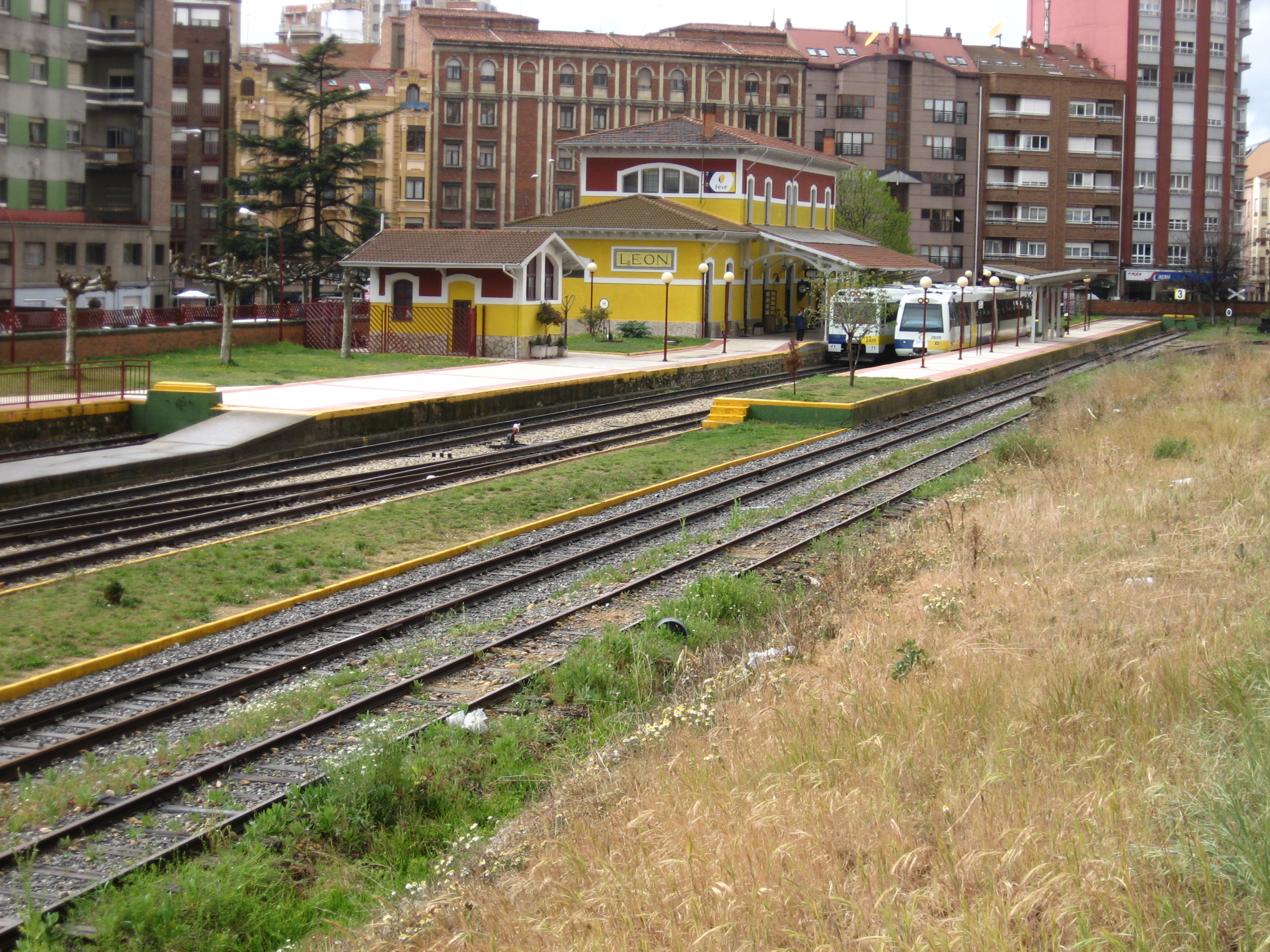
Andenes de la estación en 2008.

Los antecedentes de la estación se encuentran en el ferrocarril de La Robla, que unía La Robla con Valmaseda para el transporte de carbón desde las cuencas leonesas hasta las acerías del País Vasco. Inaugurada en 1894, en 1902 la línea fue prolongada hasta Luchana, desde donde se hacía el acceso a Bilbao a través del corredor Santander-Bilbao. En la construcción del ramal del ferrocarril de La Robla a León el 31 de mayo de 1923, se encuentra el origen de la estación, iniciándose desde ese momento los servicios directos de pasajeros León-Bilbao, aún en funcionamiento.
Desde 1983 la estación es punto de partida del tren turístico de lujo Transcantábrico. Sin embargo, la falta de rentabilidad de la línea producirían el cese de actividad de tramo central, cancelando los servicios León-Bilbao, que por entonces tardaban 12 horas, y el resto de los servicios de pasajeros, quedando la línea para algunos servicios de transporte de mercancías. En 1993 se reabriría al servicio el tramo León-Cistierna, en 1995 el Cistierna-Guardo y en 2003 se procedería a la reapertura total de la línea.

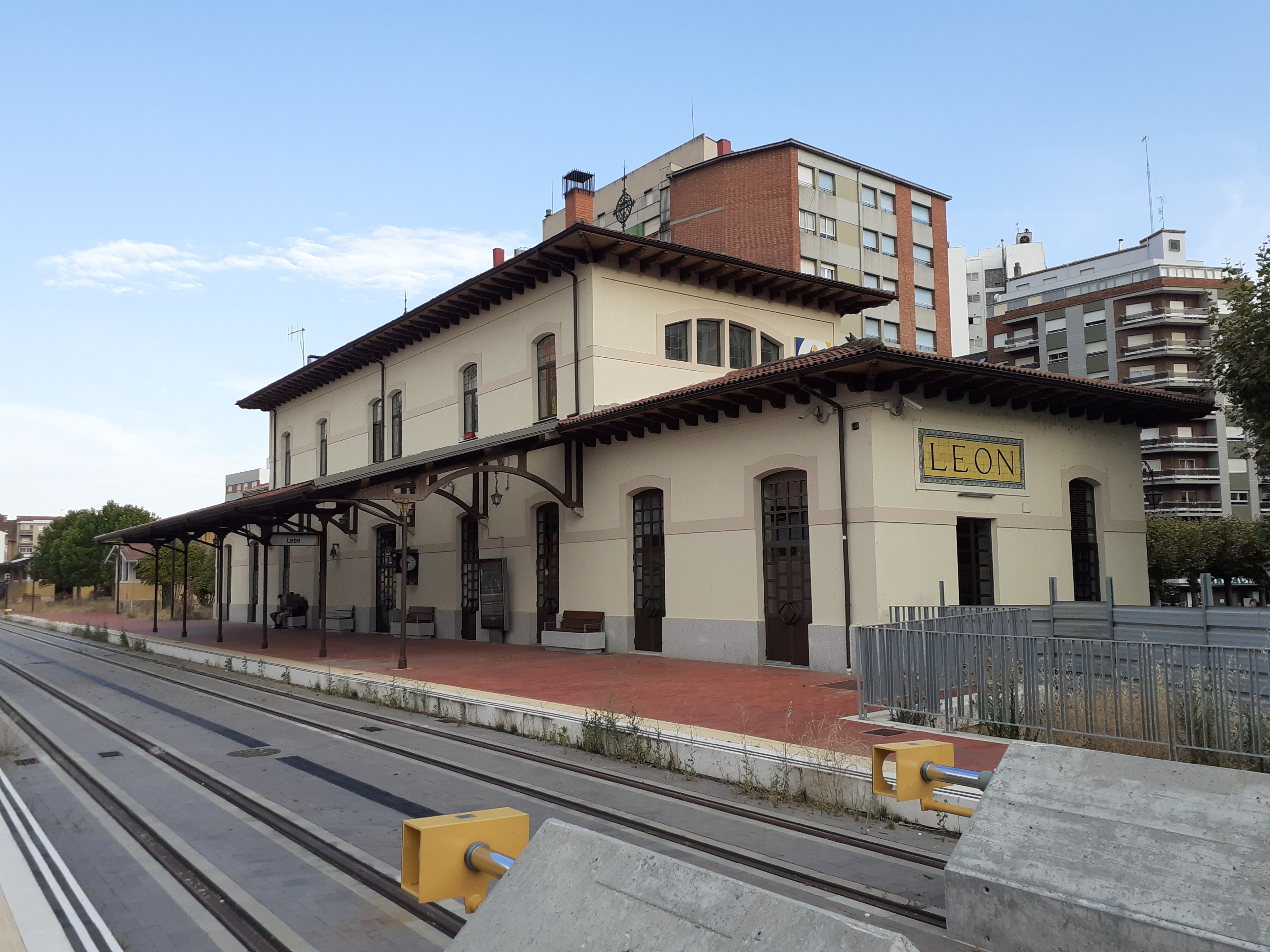
Estación de León Matallana en 2019 tras las obras del Tranvía de León

La estación se halla cerrada en la actualidad debido a las obras de integración de la línea de FEVE en la ciudad de León, por lo que los trenes parten del apeadero de Asunción/Universidad. Para llegar allí, hay un servicio de autobús que lo sustituye.

## Circulaciones

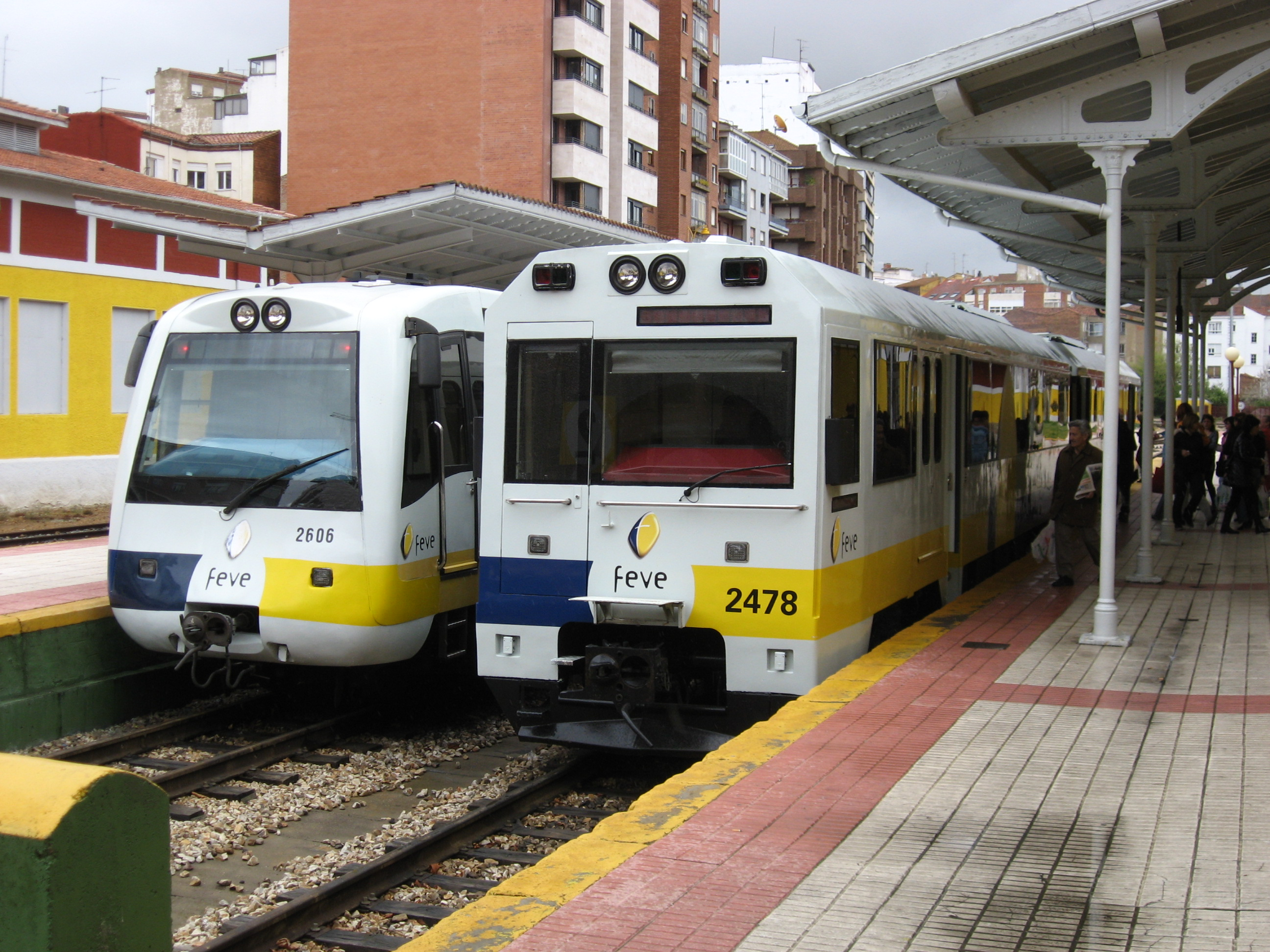
Dos trenes en la estación en 2008.

La estación recibía los servicios de cercanías León-Guardo y los servicios regionales León-Bilbao, con un tren diario por sentido. Adif anunció en 2022 la continuación de las obras de integración tranviaria del tramo al que pertenece la estación.

## Servicios ferroviarios

### Cercanías

Mapa de Cercanías León.

La línea C-1f ofrece servicios entre León y Cistierna/Guardo Apeadero.

### Regionales
| Línea | Origen/Destino   | Paradas intermedias | Destino/Origen |
| ----- | ---------------- | --- | -------------- |
|       | Bilbao Concordia | Amézola · Basurto Hospital · Zorroza-Zorrozgoiti · Iráuregui · Zaramillo · Sodupe · Aranguren · Aranguren-Apeadero · Zalla · Valmaseda · Arla-Berrón · Ungo-Nava · Mercadillo · Cadagua · Bercedo-Montija · Quintana · Espinosa de los Monteros · Redondo · Sotoscueva · Pedrosa · Dosante Cidad · Robredo Ahedo · Soncillo · Cabañas de Virtus · Arija · Llano · Las Rozas · Montes Claros · Los Carabeos · Mataporquera · Cillamayor · Salinas de Pisuerga · Vado-Cervera · Castrejón de la Peña · Villaverde-Tarilonte · Santibañez de la Peña · Guardo-Apeadero · Guardo · La Espina · Valcuende · Puente Almuhey · Cerezal de la Guzpeña · Prado de la Guzpeña · La Llama de la Guzpeña · Valle de las Casas · Sorriba · Cistierna · La Ercina · Boñar · La Vecilla · Matallana · San Feliz · Asunción/Universidad | León-Matallana |

Actualmente y desde el 2011 ningún tren llega hasta esta estación, con motivo de la paralización de la Integración del Ferrocarril de Ancho Métrico en León.